# 貝沃·萊布夫
德維特·威利·「貝沃」·萊布夫（英語：DeWitt Wiley "Bevo" LeBourveau，1896年8月24日 – 1947年12月10日）曾是美國職業棒球選手，在大聯盟及小聯盟裡以外野手身分分別出賽280場及1,584場，共計17季（1918年至1934年）。萊布夫出生於加州達納，大學就讀聖塔克拉拉大學。他身高5英尺11英寸（1.80），體重175英磅（79），投打姿勢是左打右投。
萊布夫生涯在小聯盟的打擊率是3成49，以托利多泥母雞隊身分二度蟬聯美國協會最高階層打擊王（包括1926年的3成77及1930年的3成80）。他每季打點數都超過100，小聯盟生涯有2,315支安打及120發全壘打。
他在大聯盟，有四年（1919年至1922年）效力於費城費城人隊，打了268場，另外則在1929年為美國聯盟的運動家隊（老闆是柯尼·瑪克）打過十場比賽。大聯盟通算成績，788個打數有217支安打，其中包含27支二壘安打、11支三壘安打及11發全壘打。
萊布夫於1934年從棒球生涯中退休後，成為普萊瑟維爾的警察。最後他於1947年逝世於內華達城，享年51歲。

## 外部連結
- 球員資訊和成績在Baseball-Reference，Baseball-Reference (Minors)（英文）
- Find a Grave （页面存档备份，存于）